# La Ligue des justiciers : Le Paradoxe Flashpoint
Série DCAMU
La Ligue des justiciers : Guerre
(2014)
Pour plus de détails, voir Fiche technique et Distribution.
La Ligue des justiciers : Le Paradoxe Flashpoint (Justice League: The Flashpoint Paradox) est un film d'animation américain réalisé par Jay Oliva, sorti directement en vidéo en 2013, 18e film de la collection DC Universe Animated Original Movies.
Le film est une adaptation de la mini-série Flashpoint écrite par Geoff Johns, dessinée par Andy Kubert et publiée par DC Comics en 2011, qui a amené la recréation de l'univers DC et la relance de la totalité des comics avec un nouveau numéro 1. Il initie la série DC Animated Movie Universe (DCAMU) basée sur la continuité The New 52.

## Synopsis
En visitant la tombe de sa mère, Barry Allen mieux connu sous le nom de Flash, est alerté par le capitaine Cold, le capitaine Boomerang, Heat Wave, Mirror Master et Top au Flash Museum. En battant les vilains, il découvre qu'ils ont été embauchés par son ennemi juré, le Professeur Eobard « Zoom » Thawne, dans le cadre d'un plan visant à détruire Central City. Avec l'aide de la Justice League, Barry déjoue le complot de Thawne, mais les railleries de Thawne sur la mort de sa mère continuent de hanter Barry alors qu'il part.
Le lendemain, Barry se réveille en découvrant que le monde a radicalement changé: ses pouvoirs ont disparu, sa mère est vivante, sa femme Iris est mariée à un collègue et la Ligue de Justice n'existe pas. Aquaman et ses forces Atlantes ont coulé la plupart de l'Europe, tandis que Wonder Woman a conduit les Amazones à conquérir la Grande-Bretagne et les deux forces sont maintenant en guerre après une tentative d'alliance entre elles. Aquaman et Wonder Woman ont eu une liaison secrète et Mera a affronté Wonder Woman elle-même. Cyborg a réuni une équipe pour éliminer les deux parties et s'approche de Batman pour les rejoindre, mais son refus conduit le gouvernement à abandonner le plan et à la place recruter le pilote Hal Jordan pour piloter un vaisseau spatial extraterrestre pour bombarder les Atlantes.
Barry se rend au Manoir Wayne, mais est attaqué par Batman et réalise qu'il n'est pas Bruce Wayne mais son père Thomas. Se méfiant des déclarations de Barry, Batman lui brise les doigts. Barry convainc finalement Batman qu'il est prisonnier dans une réalité alternative où Bruce a été tué par Joe Chill et Martha Wayne est devenu le Joker. Tentant d'expliquer les choses à l'aîné Wayne, Barry récupère son costume de sa bague, mais le costume du professeur Zoom apparaît, amenant Barry à croire que Thawne est responsable de la modification de la lignée temporelle. Barry convainc alors Batman de l'aider à recréer l'accident qui lui a donné ses pouvoirs, mais la tentative échoue et il est gravement brûlé.
À Londres, Steve Trevor tente de protéger la journaliste Lois Lane, mais il est découvert par les Amazones et tué. Les Amazones traquent Lane, mais elle est sauvée par la résistance locale. Pendant ce temps, dans les restes de Paris, Deathstroke et Lex Luthor sont attaqués et tués par les forces d'Aquaman tout en suivant la trace énergétique de la nouvelle arme d'Aquaman, qui est alimentée par le Capitaine Atom captif.
À la Batcave, après avoir réalisé que ses souvenirs changent, Barry demande de l'aide à Batman pour recréer l'accident. La deuxième tentative réussit et les pouvoirs de Barry sont rétablis, mais il découvre qu'il ne peut pas voyager dans le temps parce que Thawne utilise également la Force de Vitesse. Barry recrute plus d'alliés, en commençant par un Superman émacié, qui est prisonnier du gouvernement américain après que son vaisseau se soit écrasé à Metropolis. Avec l'aide de Batman et Cyborg, ils libèrent Superman, qui est alimenté par le soleil jaune de la Terre pour la première fois et repousse la sécurité de l'installation puis s'envole dans la peur et la confusion. Barry s'effondre alors que ses souvenirs continuent de changer.
Barry est amené à la maison de Billy Batson pour récupérer et apprend que l'attaque de Jordan a échoué et que la bataille finale entre les Amazones et les Atlantes a commencé. Barry convainc les super-héros d'aider à arrêter la guerre et ils partent pour la Grande-Bretagne à bord du jet de Batman, seulement pour être abattu à l'arrivée. Batson et ses frères et sœurs se transforme en Captain Thunder pour combattre Wonder Woman, tandis que Barry, Cyborg et Batman occupent Aquaman. Après avoir tué Black Manta aux côtés de Grifter, Batman est blessé par Ocean Master. Thawne se révèle et après avoir brutalement battu Barry, explique que c'est de sa faute et qu'il est responsable de cette chronologie alternative : Barry a voyagé dans le temps pour sauver sa mère, fracturant le tissu de la réalité. Wonder Woman utilise son lasso pour repousser Captain Thunder sur Batson et le tuer; Superman revient mais ne peut pas sauver Cyborg d'Aquaman. Wonder Woman fait face à Aquaman, les deux déclarant avoir l'intention de réparer les choses à leur manière. Aquaman fait exploser à distance le capitaine Atom avec un rayon. Alors que l'explosion déchire le paysage, Thawne déclare son intention de garder Barry dans cette réalité pour le tuer, mais il est ensuite éliminé par Batman. Le Batman mourant pousse Barry à courir, et lui donne une lettre adressée à son fils. Barry remonte dans le temps, s'arrête lui-même avant son méfait mais fracture à nouveau le temps, créant une autre chronologie alternative.
Barry se réveille à son bureau et trouve que la réalité est apparemment revenue à la normale. Après avoir passé un moment avec Iris devant la tombe de sa mère, Barry rend visite à Bruce Wayne pour lui raconter tout ce qui s'est passé. Il donne à Bruce la lettre de son père, et Wayne le remercie. Barry s'enfuit alors.
Dans une scène post-générique, un Tube Temporel s'ouvre dans l'espace au-dessus de la Terre et une horde de Paradémons émerge.

## Fiche technique
- Titre original : Justice League: The Flashpoint Paradox
- Titre français : La Ligue des Justiciers : Le paradoxe Flashpoint
- Réalisation : Jay Oliva
- Scénario : Jim Krieg, d'après Flashpoint de Geoff Johns et Andy Kubert, et les personnages de DC Comics
- Musique : Frederik Wiedmann
- Direction artistique du doublage original : Andrea Romano
- Montage : Christopher D. Lozinski
- Animation : Studio 4°C
- Production : James Tucker
  - Coproduction : Alan Burnett
  - Production déléguée : Geoff Johns et Sam Register
  - Production exécutive : Toshiyuki Hiruma
- Sociétés de production : Warner Bros. Animation et DC Entertainment
- Société de distribution : Warner Home Video
- Budget : 3 500 000 $
- Pays de production :  États-Unis
- Langue originale : anglais
- Format : couleur — 1,78:1
- Genre : animation, super-héros
- Durée : 75 minutes (89 minutes en version director's cut)
- Dates de sortie :
  - États-Unis : 30 juillet 2013
  - France : 27 novembre 2013
- Classification : PG-13 (interdit -13 ans) aux États-Unis

 Sauf indication contraire, les informations mentionnées dans cette section peuvent être confirmées par la base de données cinématographiques IMDb,  présente dans la section « Liens externes ».

## Distribution

### Voix originales
- Justin Chambers : Flash / Barry Allen
- C. Thomas Howell : Professeur Zoom / Eobard Thawne
- Michael B. Jordan : Cyborg / Victor Stone
- Kevin McKidd : Batman / Thomas Wayne
- Nathan Fillion : Green Lantern / Hal Jordan
- Ron Perlman : Deathstroke / Slade Wilson
- Kevin Conroy : Batman / Bruce Wayne
- Dana Delany : Lois Lane
- Cary Elwes : Aquaman
- Vanessa Marshall : Wonder Woman
- Danny Huston : Général Sam Lane (en)
- Danny Jacobs : Grifter (en)
- Sam Daly (en) : Superman
- Steve Blum : Lex Luthor
- Dee Bradley Baker : Etrigan
- Grey DeLisle : Nora Allen (en)
- Jennifer Hale : Iris West
- Hynden Walch : Yo-Yo
- James Patrick Stuart : Steve Trevor

### Voix françaises
- Christophe Lemoine : Flash / Barry Allen
- Jean-François Vlérick : Professeur Zoom / Eobard Thawne
- Jérôme Pauwels : Cyborg / Victor Stone
- Saïd Amadis : Batman / Thomas Wayne
- Paul Borne : Green Lantern / Hal Jordan, Lex Luthor
- Jean-Claude Donda : Deathstroke / Slade Wilson, Grifter, Captain Boomerang, Dr Vulko et James
- Adrien Antoine : Batman / Bruce Wayne
- Véronique Augereau : Lois Lane, Nora Allen
- Michel Vigné : Aquaman
- Delphine Braillon : Wonder Woman
- Thierry Murzeau : Général Sam Lane, Etrigan, Steve Trevor
- Emmanuel Jacomy : Superman
- Kelvine Dumour : Iris West, Yo-Yo

Société de doublage VF : Dubbing Brothers, adaptation VF : Michel Berdah, direction artistique VF : Céline Krief
 Source : voix originales et françaises sur Latourdesheros.com.